# John Clellon Holmes
John Clellon Holmes (ur. 12 marca 1926, Holyoke (Massachusetts) - zm. 30 marca 1988, Middletown (Connecticut) – amerykański  poeta, pisarza i profesor uniwersytecki.

## Życiorys
John Clellon Holmes zajmował się różnymi gatunkami literatury: esejami, poezją i powieścią. Chociaż nie był tak płodny jak wielu jemu współczesnych, był często uważany za rzecznika pokolenia Beat Generation, definiującego kulturę tego ruchu w dwóch esejach: „This Is the Beat Generation” (1952) i „Philosophy of the Beat Generation” (1958).  Holmes wykładał na uniwersytetach w Bowling Green (Ohio) i Yale (1959) oraz prowadził warsztaty na uniwersytecie w Iowa (1963) i na Uniwersytecie Browna (1971). W latach 1976–1987 był profesorem na uniwersytecie w Fayetteville (Arkansas).
John Clellon Holmes najbardziej znanym jest ze swojej powieści Go z 1952 r. uważanej za pierwszą powieść Beat Generation, w której przedstawił wydarzenia ze swojego życia z przyjaciółmi Jackiem Kerouacem, Nealem Cassady i Allenem Ginsbergiem. Holmes napisał także powieść The Horn. Był jednym z najbliższych przyjaciół Kerouaca. Zmarł na raka.